# Jarosław z Iwna (zm. 1423)
Jarosław z Iwna, Międzychodu i Lubikowa (ur. w drugiej połowie XIV w., zm. w 1423) – rycerz polski, dyplomata, podkomorzy kaliski w 1415 roku, chorąży poznański w 1406 roku, starosta Nakła w latach 1414–1422 (1423).

## Życiorys
Wczesne lata życia Jarosława z Iwna nie są dobrze znane. Urodził się w drugiej połowie XIV wieku w polskiej rodzinie rycerskiej herbu Grzymała, jego ojcem był prawdopodobnie Mroczek z Iwna, bratanek arcybiskupa gnieźnieńskiego Janusza Suchywilka. Na przełomie XIV i XV wieku przebywał w Kastylii, gdzie wsławił się w walkach z Saracenami.
Od lata 1406 dzierżył urząd chorążego poznańskiego. Cieszył się zaufaniem Władysława Jagiełły, przed wielką wojna z zakonem (1409 -1410), w ramach antykrzyżackiej akcji propagandowej udał się na czele poselstwa polskiego do Anglii. Jego zabiegi dyplomatyczne na dworze angielskim okazały się skuteczne, król Henryk, który dotąd wspierał Krzyżaków (wziął udział w wyprawie zakonu na Litwę w 1390) nie udzielił wsparcia braciom zakonnym a udział rycerstwa angielskiego w wojnie był niewielki.
W lipcu 1410 pod Złotowem dostał się do niewoli krzyżackiej, został potem wymieniony na wójta Nowej Marchii. W 1415 został mianowany podkomorzym kaliskim, wcześniej otrzymał starostwo nakielskie.
Jego zdolności dyplomatyczne były stale wykorzystywane przez Jagiełłę. Jarosław należał do głównych autorów przymierza z państwami unii kalmarskiej wymierzonego w zakon krzyżacki. Przygotowywał także traktat z Erykiem, królem Danii. Był sygnatariuszem pokoju mełneńskiego 1422 roku.
Jarosław z Iwna zmarł latem 1423.